# (74346) 1998 VH47
(74346) 1998 VH47 – planetoida z pasa głównego asteroid okrążająca Słońce w ciągu 4,83 lat w średniej odległości 2,86 j.a. Odkryta 14 listopada 1998 roku.